# Comarca agrícola Sur Occidental (Madrid)
La Comarca agrícola Sur Occidental de Comunidad de Madrid en España, corresponde como su nombre indica a la zona sudoeste de la Comunidad Autónoma, está formada por 34 municipios, con un total de 1.394,93 kilómetros cuadrados, que en el año 2006 contaba con una población de 684.733 habitantes, lo que supone una densidad media de población de 490,87 habitantes por kilómetro cuadrado.

## Municipios de la comarca
El Álamo, Aldea del Fresno, Arroyomolinos, Batres, Cadalso de los Vidrios, Casarrubuelos, Cenicientos, Colmenar del Arroyo, Colmenarejo, Cubas de la Sagra, Chapinería, Fuenlabrada, Griñón, Humanes de Madrid, Moraleja de Enmedio, Móstoles, Navalagamella, Navalcarnero, Navas del Rey, Parla, Pelayos de la Presa, Quijorna, Rozas de Puerto Real, San Martín de Valdeiglesias, Serranillos del Valle, Sevilla la Nueva, Torrejón de la Calzada, Torrejón de Velasco, Valdemorillo, Valdemoro, Villa del Prado, Villamanta, Villamantilla y Villanueva de Perales.